# Belgische Badmintonmeisterschaft 1977
Die Belgische Badmintonmeisterschaft 1977 fand vom 5. bis zum 6. Februar 1977 statt.

## Finalergebnisse
| Disziplin    | Sieger                                 | Finalist                       | Ergebnis          |
| ------------ | -------------------------------------- | ------------------------------ | ----------------- |
| Herreneinzel | Daniel Gosset                          | Jean Pierre Bauduin            | 4-15, 15-5, 15-8  |
| Dameneinzel  | Ruth Williams                          | Françoise Kaiser               | 11-0, 11-7        |
| Herrendoppel | Jean Pierre Bauduin Benny Tan Ook Djie | Roger Vanmeerbeek Herman Moens | 15-5, 15-0        |
| Damendoppel  | Françoise Kaiser Gerda Cairns          | Maria Desy Ruth Williams       | 7-15, 18-13, 15-8 |
| Mixed        | Herman Moens Gerda Cairns              | José Isasi June Jacques        | 15-5, 15-0        |